# Provincia di Tarfaya
La provincia di Tarfaya è una divisione amministrativa del Marocco, ad economia prevalentemente rurale, nella regione di Laâyoune-Sakia El Hamra. Ha mutuato il nome dal capoluogo Tarfaya.

## Amministrazione territoriale
La provincia Tarfaya è costituita da cinque comuni, la cui unica municipalità è Tarfaya, capoluogo della provincia.

## Società

### Evoluzione demografica
Popolazione delle cinque città (censimento del 2004):
- Tarfaya: 5615
- Akhfennir: 1583
- Tah: 1255
- Hagounia: 1089
- Daoura: 878